# Vukmanić
Vukmanić är en ort i Kroatien.   Den ligger i länet Karlovacs län, i den centrala delen av landet, 50 km sydväst om huvudstaden Zagreb. Vukmanić ligger 165 meter över havet och antalet invånare är 207.
Terrängen runt Vukmanić är huvudsakligen platt, men österut är den kuperad. Runt Vukmanić är det glesbefolkat, med 15 invånare per kvadratkilometer. Närmaste större samhälle är Karlovac, 10,4 km nordväst om Vukmanić. Omgivningarna runt Vukmanić är en mosaik av jordbruksmark och naturlig växtlighet.